# Coelioxys genoconcavitus
Coelioxys genoconcavitus är en biart som beskrevs av Gupta 1991. Coelioxys genoconcavitus ingår i släktet kägelbin, och familjen buksamlarbin. Inga underarter finns listade i Catalogue of Life.